# Острво фантазија (филм)
Острво фантазија (енгл. Fantasy Island), такође познато као Блумхаусово Острво фантазија (енгл. Blumhouse's Fantasy Island), амерички је фантастични хорор филм из 2020. године који је режирао и написао Џеф Вадлов. Филм је наставак истоименог телевизијског серијала АБЦ компаније из 1977. године. Продуциран од стране Вадлова и Марка Тоберофа, као и Џејсона Блума путем Блумхаус продукције, заплет прати петоро људи које долазе на исто острво где откривају да њихове фантазије из снова оживљавају и претварају се у живе ноћне море које морају покушати да преживе.
Острво фантазија први пут је приказано 14. фебруара 2020. године, у Сједињеним Државама. Филм је доста критикован, али је свакако био успех за благајне са зарађених 48 милиона долара широм света, у односу на утрошених 7 милиона долара за његову израду.

## Радња
Пословна жена Гвен Олсен, бивши полицајац Патрик Суливан, полубраћа Ј. Д. и Бракс Вевер и узнемирена Мелани Кол победили су на такмичењу да посете Острво фантазија, тропско летовалиште у којем се фантазије очигледно остварују. По доласку, срећу острвског чувара, господина Рорка, и упуштају се у своје маштарије: Ј. Д. и Бракс иду на журку у вили; Патрик се уписује у рат у част свог покојног оца; Мелани одлучује да се освети насилнику; а Гвен прихвата предлог за брак свог дечка Алана који је одбила пре много година. Патрика заробљава група америчких војника и открива да је њихов заповедник његов отац на посљедњој мисији пре него што је погинуо, док Мелани улази у подземну собу где мучи свог насилника Слоан Медисон, тако што преноси онлајн видео снимак како вара свог супруга.
Међутим, још један видео открива да је Слоан отета и доведена на острво да би учествовала у фантазији против своје воље. Мелание је спасава од маскираног хирурга и оне заједно беже. Како пада ноћ, поново их напада хирург, пре него што је Дејмон, приватни истражитељ који живи на острву, успео да га убије. Дејмон их води у пећину, где објашњава да фантазије ствара изворска вода испод "срца" острва: ужарена стена која показује најдубље жеље човека. Након што је открио да је Рорк помешао воду са пићима својих гостију, Дејмон објашњава да је дошао на острво да га истражује док му Рорк није пружио жељу да види своју покојну ћерку. Нажалост, његова фантазија претворила се у живу ноћну мору која га је заробила на острву. Трио сакупља мало изворске воде и наставља према одмаралишту да нађе телефон.
Гвен се буди откривши да има ћерку с Аланом. Кад она нерадо настави, појављује се Рорк и открива да има своју фантазију, да буде са његовом покојном супругом, и то ће се испунити све док он упозна своје госте у њиховим фантазијама. Гвен успева да убеди Рорк да промени њену фантазију тако што га је наговорила да настави да виђа своју жену. Међутим, острво фантазија почиње да друге фантазије претвара у живе ноћне море док су Ј. Д. и Бракс нападнути од стране нарко картела повезаним са власником виле док је Гвен одведена у ноћ кад је она случајно изазвала пожар у којем је погинуо њен комшија Ник Тејлор. Она покушава спасити Ника, али пада у несвијест у пожару, да би је спасила Роркова лична асистенткиња, Јулиа. Гвен такође схвата да су исте те ноћи били и сви остали гости, осим Мелание.
У исто време, Патрик покушава да напусти острво са оцем, али је позван да спаси неке таоце, за које се испоставило да су Ј. Д. и Бракс у вили. Војници убијају картел, али се реанимирају као зомбији, који убијају Ј. Д. и остале војнике. Патриков отац се жртвује како би његов син и Бракс могли да побегну назад у летовалиште. Мелание и Слоан налазе се у засједи зомбификованог хирурга, све док Дејмон не скочи преко литице с њим, убивши их обојицу. Стигавши у одмаралиште, Слоане контактира свог супруга и убеђује га да позове Дејмонове војне сараднике. Преостали преживели прегруписали су се у одмаралишту, где срећу Рорка, који открива да су гости део туђе фантазије у којој су сви убијени.
Схвативши да су сви били умешани у Никову смрт, гости закључују да је то Роаркеова фантазија, верујући да су он и Јулиа Никови родитељи. Гости бјеже на пристаниште како би их спасио авион који су послали Дејмонови сарадници, али га картел обара. Група трчи до пећине да уништи ужарену стиену гранатом коју Бракс носи. Током трагања, преживели се суочавају са манифестацијама својих личних демона, али они се прегрупишу и проналазе стену. Изненада, Мелани је убола и ранила Патрика прије него што је узела Слоан као таоца. Мелание открива да је то њена права фантазија, јер је оркестрирала долазак свих да им се освети за Ницкову смрт, са којом је требало да има састанак у ноћи кад је умро; такође је откривено да је Јулиа заправо Роркова супруга, која се поново појавила с њим као део његове фантазије.
Кад Јулиа почне да умире, она успева да убеди Рорка да је пусти и помогне његовим гостима да побегну са острва пре него што она нестане. Слоан отпија гутљај сакупљене изворске воде пре него што машта о Меланининој смрти. То узрокује да Мелани нападне Ников зомбифицирани леш који је одвлачи у воду. Пре него што се удавила, она је детонирала гранату над преживелима, али Патрик се жртвује скоком преко ње да би заштитио остале. Фантазија се завршава, а Гвен, Слоан и Бракс се буде у одмаралишту, откривши да је Патрик умро од својих повреда, док сада пречишћени Рорк пристаје да их пусти.
Док се преживели укрцавају у авион како би напустили сада пречишћено Острво фантазија, Бракс жели да се Ј. Д. врати у живот и да оде кући, па одлучује да остане са Рорком на острву како би се његова фантазија испунила. Након што Гвен, Слоан и Ј. Д. крећу авионом, Рорк тражи да Бракс буде његов нови лични асистент и да добије надимак. Сећајући се надимка који му је брат дао у школи, Бракс је одлучио да себе назове Тетоважа (Tattoo).

## Улоге
- Мaјкл Пена као г. Рорк, загонетни чувар Острва фантаси и Јулијин супруг.

- Меги К као Гвен Олсен, пословна жена која посећује острво да би реализовала своју фантазију о прихватању предлога за брак.

- Луси Хејл као Мелани Кол, узнемирена девојка која посећује острво да оствари своју фантазију о освети насилнику из дјетињства.

- Остин Стовел као Патрик Суливан, бивши полицајац који обилази острво како би остварио своју фантазију о учешћу у рату у част свог покојног оца.

- Портија Даблдеј као Слоан Мадисон, Меланинин насилник из детињства, који је отет и послан на острво да би играо у машти.

- Џими О. Јанг као Бракс Вевер / Тетоважа, млађи брат Ј. Д.-а, који посећује острво да би реализовао своју фантазију да буде богат.

- Рајан Хансен као Ј. Д. Вевер, Браксов старији брат, који посећује острво да би реализовао своју фантазију да буде богат.

- Мaјкл Рукер као Дејмон, приватни истраживач послан да истражи острво.

- Париса Фиц-Хенли као Јулиа Рорк, Роркова покојна супруга, која се на острву поново појављује као лични асистент у фантазији.

- Мајк Вогел као поручник Суливан, Патриков покојни отац, који се поново појављује као део своје фантазије о последњој ратној мисији пре него што је умро.

- Еван Евагора као Ник Тејлор, Меланинин дечко, који је умро у пожару у коме су учествовали други гости острва.

- Роби Џонс као Алан Чемберс, Гвенин бивши дечко, који јој је предложио брак.

- Ким Коатс као Ђавоље лице, вођа нарко картела који жели убити Ј. Д. и Бракса.

- Јан Робертс као Др. Тортур, маскирани хирург, доведен је на острво како би мучио и можда убио Слоан, као део Меланинине првобитне фантазије.

- Чарлота МекКини као Частит, забавна девојка која се појављује као део Ј. Д. и Бракове фантазије.

## Продукција

### Локације снимања
Већина снимака снимљена је у заливу Наводо на Фиџију. Мање сцене снимљене су у Њујорку и Мисисипију.